# Comissari Europeu de Desenvolupament
El Comissari Europeu de Desenvolupament és un membre de la Comissió Europea encarregat de promoure el desenvolupament sostenible i l'ajuda humanitària en les regions desfavorides (especialment en els Estats d'Àfrica, Carib i Pacífic –coneguts com a Estats o països "ACP"– i les regions ultraperifèriques de la mateixa Unió Europea), tot promovent alhora els valors de la Unió Europea: democràcia, estat de dret, bon govern i respecte als drets humans. La responsabilitat d'aquest Comissari Europeu és la de fomentar aquests objectius de desenvolupament tan amb el disseny d'instruments i polítiques pròpies d'àmbit europeu, com fomentant la coordinació en aquest àmbit entre la UE i els seus Estats membres, com també col·laborant amb els altres comissaris europeus per tal de garantir la coherència de la política de desenvolupament de la Unió Europea.

## Orígens
Aquesta cartera fou creada l'any 1958 en la primera Comissió Hallstein, sent una cartera present en totes les altres comissions. Anomenada inicialment Comissari Europeu de Desenvolupament, en les Comissions Malfatti i Mansholt les seves funcions foren exercides pel Comissari Europeu de Relacions Exteriors, esdevenint però en la Comissió Ortoli una nova cartera independent de l'anterior.
En la formació de la primera Comissió Delors s'inclogueren valors de cooperació, sent anomenat Comissari de Cooperació i Desenvolupament, adoptant el setembre de 1999 en la formació de la Comissió Prodi el nom de Comissari Europeu de Desenvolupament i Ajuda Humanitària. Amb la renovació de la Comissió Barroso el 2010 es canvià al nom retornant al nom tradicional de Comissari Europeu de Desenvolupament. Amb la Comissió Junker va adoptar el nom de Comissari Europeu de Cooperació Internacional i Desenvolupament. I amb l'actual Comissió Von der Leyen, se l'ha batejat amb el nom més genèric de Comissària Europea d'Associacions Internacionals, tot i que les seves atribucions continuen sent essencialment les de foment del desenvolupament internacional.

## Llista de Comissaris de Desenvolupament
| Comissió                                                 | Inici                                | Finalització                         | Nom                                  | País                                 | Partit                               |
| Comissari Europeu de Desenvolupament                     | Comissari Europeu de Desenvolupament | Comissari Europeu de Desenvolupament | Comissari Europeu de Desenvolupament | Comissari Europeu de Desenvolupament | Comissari Europeu de Desenvolupament |
| Hallstein I                                              |                                      |                                      |                                      |                                      |                                      |
| -------------------------------------------------------- | ------------------------------------ | ------------------------------------ | ------------------------------------ | ------------------------------------ | ------------------------------------ |
| Hallstein I                                              | 7 de gener de 1958                   | 9 de gener de 1962                   | Robert Lemaignen                     | França                               | cap                                  |
| Hallstein II                                             |                                      |                                      |                                      |                                      |                                      |
| 10 de gener de 1962                                      | 30 de juny de 1967                   | Henri Rochereau                      | França                               | ind.                                 |                                      |
| Rey                                                      |                                      |                                      |                                      |                                      |                                      |
| 2 de juliol de 1967                                      | 30 de juny de 1970                   | Henri Rochereau                      | França                               | ind.                                 |                                      |
| 2 de juliol de 1967                                      | 30 de juny de 1970                   | Jean Deniau                          | França                               | UDF                                  |                                      |
| Comissari Europeu de Relacions Exteriors                 |                                      |                                      |                                      |                                      |                                      |
| Malfatti                                                 |                                      |                                      |                                      |                                      |                                      |
| 1 de juliol de 1970                                      | 21 de març de 1972                   | Jean Deniau                          | França                               | UDF                                  |                                      |
| Mansholt                                                 |                                      |                                      |                                      |                                      |                                      |
| 22 de març de 1972                                       | 5 de gener de 1973                   | Jean Deniau                          | França                               | UDF                                  |                                      |
| Comissari Europeu de Desenvolupament                     |                                      |                                      |                                      |                                      |                                      |
| Ortoli                                                   |                                      |                                      |                                      |                                      |                                      |
| 6 de gener de 1973                                       | 5 de gener de 1977                   | Claude Cheysson                      | França                               | PS                                   |                                      |
| Jenkins                                                  |                                      |                                      |                                      |                                      |                                      |
| 6 de gener de 1977                                       | 5 de gener de 1981                   | Claude Cheysson                      | França                               | PS                                   |                                      |
| Thorn                                                    |                                      |                                      |                                      |                                      |                                      |
| 6 de gener de 1981                                       | maig de 1981                         | Claude Cheysson                      | França                               | PS                                   |                                      |
| maig de 1981                                             | 5 de gener de 1985                   | Edgard Pisani                        | França                               | PS                                   |                                      |
| Comissari Europeu de Cooperació i Desenvolupament        |                                      |                                      |                                      |                                      |                                      |
| Delors I                                                 |                                      |                                      |                                      |                                      |                                      |
| 6 de gener de 1985                                       | 5 de gener de 1989                   | Lorenzo Natali                       | Itàlia                               | DC                                   |                                      |
| Delors II                                                |                                      |                                      |                                      |                                      |                                      |
| 6 de gener de 1989                                       | 5 de gener de 1993                   | Manuel Marín                         | Espanya                              | PSOE                                 |                                      |
| Delors III                                               |                                      |                                      |                                      |                                      |                                      |
| 6 de gener de 1993                                       | 22 de gener de 1995                  | Manuel Marín                         | Espanya                              | PSOE                                 |                                      |
| Santer                                                   |                                      |                                      |                                      |                                      |                                      |
| 23 de gener de 1995                                      | 15 de març de 1999                   | Manuel Marín                         | Espanya                              | PSOE                                 |                                      |
| 23 de gener de 1995                                      | 15 de març de 1999                   | João de Deus Pinheiro                | Portugal                             | PSD                                  |                                      |
| Marín                                                    |                                      |                                      |                                      |                                      |                                      |
| 16 de març de 1999                                       | 15 de setembre de 1999               | João de Deus Pinheiro                | Portugal                             | PSD                                  |                                      |
| Comissari Europeu de Desenvolupament i Ajuda Humanitària |                                      |                                      |                                      |                                      |                                      |
| Prodi                                                    |                                      |                                      |                                      |                                      |                                      |
| 16 de setembre de 1999                                   | 21 de novembre de 2004               | Poul Nielson                         | Dinamarca                            | SD                                   |                                      |
| 1 de maig de 2004                                        | 21 de novembre de 2004               | Joe Borg                             | Malta                                | PN                                   |                                      |
| Barroso I                                                |                                      |                                      |                                      |                                      |                                      |
| 22 de novembre de 2004                                   | 17 de juliol de 2009                 | Louis Michel                         | Bèlgica                              | MR                                   |                                      |
| 17 de juliol de 2009                                     | 9 de febrer de 2010                  | Karel De Gucht                       | Bèlgica                              | VLD                                  |                                      |
| Comissari Europeu de Desenvolupament                     |                                      |                                      |                                      |                                      |                                      |
| Barroso II                                               |                                      |                                      |                                      |                                      |                                      |
| 9 de febrer de 2010                                      | 1 de novembre de 2014                | Andris Piebalgs                      | Letònia                              | TP                                   |                                      |
|                                                          |                                      |                                      |                                      |                                      |                                      |

| Comissari Europeu de Cooperació Internacional i Desenvolupament | Comissari Europeu de Cooperació Internacional i Desenvolupament | Comissari Europeu de Cooperació Internacional i Desenvolupament | Comissari Europeu de Cooperació Internacional i Desenvolupament | Comissari Europeu de Cooperació Internacional i Desenvolupament | Comissari Europeu de Cooperació Internacional i Desenvolupament |
| Junker                                                          |                                                                 |                                                                 |                                                                 |                                                                 |                                                                 |
| --------------------------------------------------------------- | --------------------------------------------------------------- | --------------------------------------------------------------- | --------------------------------------------------------------- | --------------------------------------------------------------- | --------------------------------------------------------------- |
| Junker                                                          | 1 de novembre de 2014                                           | 30 de novembre de 2019                                          | Neven Mimica                                                    | Croàcia                                                         | SDP                                                             |
| Junker                                                          |                                                                 |                                                                 |                                                                 |                                                                 |                                                                 |

| Comissària Europea d'Associacions Internacionals | Comissària Europea d'Associacions Internacionals | Comissària Europea d'Associacions Internacionals | Comissària Europea d'Associacions Internacionals | Comissària Europea d'Associacions Internacionals | Comissària Europea d'Associacions Internacionals |
| Von der Leyen                                    |                                                  |                                                  |                                                  |                                                  |                                                  |
| ------------------------------------------------ | ------------------------------------------------ | ------------------------------------------------ | ------------------------------------------------ | ------------------------------------------------ | ------------------------------------------------ |
| Von der Leyen                                    | 1 de desembre de 2019                            | en actiu (fins al 2024)                          | Jutta Urpilainen                                 | Finlàndia                                        | SDP                                              |
| Von der Leyen                                    |                                                  |                                                  |                                                  |                                                  |                                                  |